# بانی فرانکلین
بانی فرانکلین (انگلیسی: Bonnie Franklin؛ ۶ ژانویهٔ ۱۹۴۴ – ۱ مارس ۲۰۱۳) هنرپیشه اهل ایالات متحده آمریکا بود. وی بین سال‌های ۱۹۵۳ تا ۲۰۱۳ میلادی فعالیت می‌کرد.

## بخشی از فیلمشناسی
از فیلم‌ها یا برنامه‌های تلویزیونی که وی در آن نقش داشته‌است می‌توان به آثار زیر اشاره کرد.
- مرد عوضی (فیلم ۱۹۵۶) (۱۹۵۶)
- آقای نواک (۱۹۶۴)
- فندق (فیلم) (۱۹۶۵)
- جذابان کلیولند (۲۰۱۱)